# Bellas de noche
Bellas de noche,també coneguda com Las ficheras, és una pel·lícula mexicana dirigida per Miguel M. Delgado. Va ser filmada en 1975 i protagonitzada per Sasha Montenegro i Jorge Rivero. És considerada com la cinta que va iniciar la saga de l'anomenat cine de ficheras del cinema mexicà.

## Argument
El boxador Germán El Bronco Torres (Jorge Rivero) perd la seva llicència per estar afectat per a barallar. Una sèrie de derrotes en el ring provoquen el seu retir d'aquest. El seu amic, el proxeneta Margarito Fuensanta El Vaselinas (Lalo "El Mimo"), li aconsegueix treball de treure borratxos al cabaret El Pirulí, lloc on El Vaselinas acudeix amb freqüència, perquè és adorat per algunes de les «ficheras» del lloc. El Vaselinas va perdre per apostar-li a El Bronco en la seva última baralla i no té per pagar a uns gàngsters. A El Pirulí, Bronco s'enamora de Carmen (Sasha Montenegro), una de les noves «ficheras» del cabaret. Per a aconseguir 500 pesos per a El Vaselinas, Bronco prepara un parany al cabaret perquè el taxista Raúl (Enrique Novi), sedueixi a la seva núvia, sense saber que la víctima és la seva pròpia germana Lupita (Leticia Perdigón). A les aventures d'aquests personatges, se sumen La Corcholata (Carmen Salines), una simpàtica dona alcohòlica que intenta colar-se al cabaret en qualsevol oportunitat, així com la història de l'amo de El Pirulí, Don Atenógenes (Raúl Chato Padilla), i la seva esposa María Teresa La Matraca (Rosa Carmina), la patrona del cabaret.

## Repartiment
- Sasha Montenegro... Carmen
- Jorge Rivero... Germán "Bronco" Torres
- Carmen Salinas... La Corcholata
- Lalo "El Mimo"... Margarito Fuensanta "El Vaselinas"
- Leticia Perdigón... Lupita
- Rosa Carmina... María Teresa "La Matraca"
- Raúl Chato Padilla... Don Atenógenes
- Enrique Novi... Raúl
- Judith Velasco Herrera... Cora
- Mabel Luna ... La Muñeca
- Rafael Inclán... El Movidas
- Víctor Manuel "El Guero" Castro ... Fabián
- Francis... Travesti
- La Sonora Santanera

## Comentari
La cinta és una adaptació de l'obra de teatre de Francisco Cavazos Las ficheras. En 1975 Bellas de noche, va abarrotar de públic quatre sales cinematogràfiques de la Ciutat de Mèxic durant 26 setmanes. Va ser una producció de Cinematogràfica Calderón i va estar dirigida per Miguel M. Delgado. La censura governamental va impedir que la cinta es titulés Las ficheras, com l'obra de teatre. Per tant, a manera de «homenatge» a Luis Buñuel, el guionista Víctor Manuel Castro va prendre el títol de la cinta Bella de dia (1967), li va canviar número i horari, i així va quedar: Bellas de noche. Es considera generalment Bellas de noche, com la cinta que va iniciar la producció massiva de pel·lícules de comèdia eròtica conegudes com a Cine de ficheras al Cinema mexicà dels anys setantes i vuitantes.